# Liste der Baudenkmale in Oyten
In der Liste der Baudenkmale in Oyten sind alle Baudenkmale der niedersächsischen Gemeinde Oyten aufgelistet. Die Quelle der Baudenkmale ist der Denkmalatlas Niedersachsen. Der Stand der Liste ist der 21. November 2020.
In den Spalten befinden sich folgende Informationen:
- Lage: die Adresse des Baudenkmales und die geographischen Koordinaten. Kartenansicht, um Koordinaten zu setzen. In der Kartenansicht sind Baudenkmale ohne Koordinaten mit einem roten Marker dargestellt und können in der Karte gesetzt werden. Baudenkmale ohne Bild sind mit einem blauen Marker gekennzeichnet, Baudenkmale mit Bild mit einem grünen Marker.
- Bezeichnung: Bezeichnung des Baudenkmales
- Beschreibung: die Beschreibung des Baudenkmales. Unter § 3 Abs. 2 NDSchG werden Einzeldenkmale und unter § 3 Abs. 3 NDSchG Gruppen baulicher Anlagen und deren Bestandteile ausgewiesen.
- ID: die Objekt-ID des Baudenkmales
- Bild: ein Bild des Baudenkmales, ggf. zusätzlich mit einem Link zu weiteren Fotos des Baudenkmals im Medienarchiv Wikimedia Commons. Wenn man auf das Kamerasymbol klickt, können Fotos zu Baudenkmalen aus dieser Liste hochgeladen werden:

## Oyten
Die Gruppe „Kirchenanlage Oyten“ hat die ID 34306256.

| Lage                                      | Bezeichnung      | Beschreibung | ID       | Bild           |
| ----------------------------------------- | ---------------- | --- | -------- | -------------- |
| Kirchweg 6 53° 3′ 28″ N, 9° 0′ 56″ O      | Kirche St. Petri | Die 1861 errichtete neoromanische Backsteinkirche befindet sich auf einem kreuzförmigen Grundriss. Während der Saalbau mit seiner fünfseitigen Apsis unter einem flach geneigten Satteldach in Schieferdeckung steht, ist der Westturm unter einem Pyramidendach mit Kupferdeckung angelegt. Die Orgel ist von der Firma Gebrüder Schulze aus Paulinzella in den Jahren 1862 und 1863 ausgeführt worden. | 34320478 | Weitere Bilder |
| Am Friedhof 1 52° 58′ 34″ N, 9° 10′ 10″ O | Friedhof         | Der alte Friedhof Oyten umschließt die Kirche St. Petri. Der alte Baumbestand wirft seine Schatten über die im 19. Jahrhundert angelegten Gräbern. Das 1960 errichtete Gefallenendenkmal (ID: 51857538) mit Namensinschriften von Toten des Ersten und Zweiten Weltkrieges ist kein Denkmal im rechtlichen Sinne.                                                                                        | 34320405 | Weitere Bilder |

## Bassen

### Einzeldenkmale
| Lage                                     | Bezeichnung              | Beschreibung | ID       | Bild |
| ---------------------------------------- | ------------------------ | --- | -------- | ---- |
| Brammer 41 53° 4′ 19″ N, 9° 7′ 15″ O     | Wohn-/Wirtschaftsgebäude | Das 1782 datierte Zweiständerhallenhaus zeichnet sich durch die Ausfachung mit geschlämmten Ziegeln unter einem pfannengedeckten Krüppelwalmdach aus.                                                           | 34320301 | BW   |
| Große Straße 67 53° 3′ 44″ N, 9° 5′ 9″ O | Wohn-/Wirtschaftsgebäude | Das Zweiständerhallenhaus mit Ziegelausfachung unter einem Krüppelwalmdach wird auf das Jahr 1804 datiert. Der Wohnteil wurde um 1850 erneuert. Das Gebäude ist ein Teil des historischen Ortskerns von Bassen. | 34320325 | BW   |

## Bockhorst

### Einzeldenkmale
| Lage                                                | Bezeichnung | Beschreibung | ID       | Bild |
| --------------------------------------------------- | ----------- | --- | -------- | ---- |
| Bockhorster Dorfstraße 20 53° 4′ 18″ N, 9° 1′ 34″ O | Wohnhaus    | 1905 mit einer Ziegelmauer im Wechsel mit weißen Putzflächen errichtetes Wohnhaus, das noch über seine originalen Fenster- und Türeinbauten verfügt. Das Krüppelwalmdach ist mit engobierten Ziegeln gedeckt. | 34320532 | BW   |

## Meyerdamm

### Gruppe: Moorhufendorf Meyerdamm
Die Gruppe „Moorhufendorf Meyerdamm“ hat die ID 34306271.
An einem zwei Kilometer langen geraden Damm mit alleeartig angelegten Eichenbäumen gehen jeweils rechtwinklig Zuwegungen zu Hofanlagen die auf Wurten traufständig zum Damm angelegt wurden. Die Anlage erfolgte unter Jürgen Christian Findorff ab 1780.

| Lage                                                        | Bezeichnung              | Beschreibung | ID       | Bild |
| ----------------------------------------------------------- | ------------------------ | --- | -------- | ---- |
| Meyerdamm 8 53° 4′ 5″ N, 8° 59′ 39″ O                       | Wohn-/Wirtschaftsgebäude | Das Zweiständerhallenhaus unter einem pfannengedeckten Krüppelwalmdach ist vermutlich ähnlich wie das jüngere Wohnhaus hierher verbracht (transloziert) worden. | 34320229 | BW   |
| Meyerdamm 14 53° 4′ 5″ N, 8° 59′ 33″ O                      | Wohn-/Wirtschaftsgebäude | Teil der Moorkolonie Meyerdamm | 34320206 | BW   |
| Meyerdamm 14 53° 4′ 5″ N, 8° 59′ 34″ O                      | Scheune                  | Teil der Moorkolonie Meyerdamm | 34318657 | BW   |
| Meyerdamm 20 53° 4′ 4″ N, 8° 59′ 29″ O                      | Wohn-/Wirtschaftsgebäude | Ähnlich einem Hallenhaus 1875 errichtetes Backsteingebäude unter einem Satteldach                                                                               | 34320180 | BW   |
| Meyerdamm 24 53° 4′ 4″ N, 8° 59′ 21″ O                      | Wohn-/Wirtschaftsgebäude | Bestandteil der Moorkolonie Meyerdamm | 34320157 | BW   |
| Meyerdamm 24 53° 4′ 4″ N, 8° 59′ 23″ O                      | Scheune                  | Bestandteil der Moorkolonie Meyerdamm | 34318680 | BW   |
| Meyerdamm 24 (heute Meyerdamm 22) 53° 4′ 3″ N, 8° 59′ 22″ O | Stall                    | Bestandteil der Moorkolonie Meyerdamm (vermutlich beseitigt) | 34318987 | BW   |
| Meyerdamm 24 53° 4′ 4″ N, 8° 59′ 21″ O                      | Nebengebäude             | Bestandteil der Moorkolonie Meyerdamm | 34319590 | BW   |
| Meyerdamm 30 53° 4′ 4″ N, 8° 59′ 16″ O                      | Scheune                  | Bestandteil der Moorkolonie Meyerdamm | 34318703 | BW   |
| Meyerdamm 30 53° 4′ 4″ N, 8° 59′ 16″ O                      | Stall                    | Bestandteil der Moorkolonie Meyerdamm | 34319011 | BW   |
| Meyerdamm 36 53° 4′ 3″ N, 8° 59′ 16″ O                      | Wohn-/Wirtschaftsgebäude | Putzbau unter einem Satteldach, die Nebengebäude sind regelmäßig als Fachwerkbauten überliefert                                                                 | 34320111 | BW   |
| Meyerdamm 42 53° 4′ 3″ N, 8° 59′ 3″ O                       | Wohn-/Wirtschaftsgebäude | Bestandteil der Moorkolonie Meyerdamm | 34320088 | BW   |
| Meyerdamm 42a 53° 4′ 3″ N, 8° 59′ 5″ O                      | Scheune                  | Bestandteil der Moorkolonie Meyerdamm (vermutlich abgebrochen)                                                                                                  | 34318726 | BW   |
| Meyerdamm 46 53° 4′ 2″ N, 8° 58′ 58″ O                      | Wohn-/Wirtschaftsgebäude | Bestandteil der Moorkolonie Meyerdamm | 34320065 | BW   |
| Meyerdamm 46 53° 4′ 3″ N, 8° 58′ 57″ O                      | Scheune                  | Bestandteil der Moorkolonie Meyerdamm | 34318864 | BW   |
| Meyerdamm 52 53° 4′ 3″ N, 8° 58′ 51″ O                      | Wohn-/Wirtschaftsgebäude | 1899 errichteter Putzbau, der einem Hallenhaus ähnelt, mit Stuckgliederungen unter einem Satteldach.                                                            | 34320039 | BW   |
| Meyerdamm 55 53° 4′ 4″ N, 8° 58′ 45″ O                      | Schule                   | um 1895 errichtetes Backsteingebäude unter einem Satteldach | 34319990 | BW   |
| Meyerdamm 56 53° 4′ 1″ N, 8° 58′ 46″ O                      | Wohn-/Wirtschaftsgebäude | Um 1920 errichteter Putzbau unter einem Satteldach. | 34320016 | BW   |
| Meyerdamm 62 53° 4′ 1″ N, 8° 58′ 40″ O                      | Wohn-/Wirtschaftsgebäude | Bestandteil der Moorkolonie Meyerdamm | 34319967 | BW   |
| Meyerdamm 62 53° 4′ 0″ N, 8° 58′ 40″ O                      | Stall                    | Bestandteil der Moorkolonie Meyerdamm (vermutlich beseitigt) | 34318634 | BW   |
| Meyerdamm 68 53° 4′ 1″ N, 8° 58′ 40″ O                      | Wohn-/Wirtschaftsgebäude | Bestandteil der Moorkolonie Meyerdamm | 34319944 | BW   |
| Meyerdamm 68 53° 4′ 0″ N, 8° 58′ 36″ O                      | Scheune                  | Bestandteil der Moorkolonie Meyerdamm | 34318795 | BW   |
| Meyerdamm 74, 74A 53° 4′ 0″ N, 8° 58′ 27″ O                 | Wohn-/Wirtschaftsgebäude | Bestandteil der Moorkolonie Meyerdamm | 34319921 | BW   |
| Meyerdamm 74 53° 3′ 59″ N, 8° 58′ 28″ O                     | Stall                    | Bestandteil der Moorkolonie Meyerdamm | 34318772 | BW   |
| Meyerdamm 80 53° 3′ 59″ N, 8° 58′ 22″ O                     | Wohn-/Wirtschaftsgebäude | Bestandteil der Moorkolonie Meyerdamm | 34319898 | BW   |
| Meyerdamm 80 53° 3′ 59″ N, 8° 58′ 22″ O                     | Stall                    | Bestandteil der Moorkolonie Meyerdamm (vermutlich beseitigt) | 34318818 | BW   |
| Meyerdamm 86 53° 3′ 59″ N, 8° 58′ 18″ O                     | Wohn-/Wirtschaftsgebäude | Bestandteil der Moorkolonie Meyerdamm | 34319875 | BW   |
| Meyerdamm 86 53° 3′ 59″ N, 8° 58′ 16″ O                     | Scheune                  | Bestandteil der Moorkolonie Meyerdamm | 34318912 | BW   |
| Meyerdamm 86 53° 3′ 59″ N, 8° 58′ 18″ O                     | Stall                    | Bestandteil der Moorkolonie Meyerdamm | 34319220 | BW   |
| Meyerdamm 86 53° 3′ 58″ N, 8° 58′ 16″ O                     | Torfschuppen             | Bestandteil der Moorkolonie Meyerdamm | 34319521 | BW   |
| Meyerdamm 92 53° 3′ 58″ N, 8° 58′ 10″ O                     | Wohn-/Wirtschaftsgebäude | Bestandteil der Moorkolonie Meyerdamm | 34319852 | BW   |
| Meyerdamm 92 53° 3′ 58″ N, 8° 58′ 12″ O                     | Scheune                  | Bestandteil der Moorkolonie Meyerdamm | 34318841 | BW   |
| Meyerdamm 92 53° 3′ 57″ N, 8° 58′ 12″ O                     | Stall                    | Bestandteil der Moorkolonie Meyerdamm | 34319149 | BW   |

## Schaphusen

### Einzeldenkmal
| Lage                                               | Bezeichnung | Beschreibung                                                                                 | ID       | Bild |
| -------------------------------------------------- | ----------- | -------------------------------------------------------------------------------------------- | -------- | ---- |
| Schaphuser Dorfstraße 40 53° 3′ 51″ N, 9° 3′ 24″ O | Heuerhaus   | Zwischen 1850 und 1870 errichteter Zwei-Ständer-Fachwerkbau weitgehend im Original erhalten. | 34320349 | BW   |

## Sagehorn

### Einzeldenkmale
| Lage                                        | Bezeichnung              | Beschreibung | ID       | Bild |
| ------------------------------------------- | ------------------------ | --- | -------- | ---- |
| Zum Bahnhof 17-19 53° 5′ 3″ N, 9° 1′ 20″ O  | Empfangsgebäude          | 1870 errichtetes Empfangsgebäude nach dem Entwurf von Adolf Funk als eingeschossiger traufständiger Backsteinbau mit Mezzaningeschoss unter einem flach geneigten Satteldach sowie mit einem mittigen zweigeschossigen dreiachsigen Risalit mit Mezzanin unter einem eigenen Satteldach. Nach Westen hin befindet sich ein zweigeschossiger einachsiger Seitenrisalit ebenfalls unter einem eigenen Satteldach. Die Fassadengliederung erfolgt durch Backsteinziersetzungen wie geschossteilende Gesimsbänder, Ecklisenen und Rundbogenfenster. | 34320253 |      |
| Zur Wümmediele 24 53° 5′ 11″ N, 9° 0′ 10″ O | Wohn-/Wirtschaftsgebäude | 17989 errichtetes Zweiständerhallenhaus mit geschlämmter Ziegelausfachung unter einem Krüppelwalmdach. | 34320277 | BW   |